# Янкович, Владимир (футболист)
Владимир Янкович (серб. Владимир Јанковић; род. 1 августа 1970, Смедерево) — югославский футболист, сербский футбольный тренер.

## Биография
Занимался футболом в юниорский команде «Партизан». Всю свою взрослую карьеру провёл в одном клубе — «Железничар» (Инджия). В 26 лет перешёл в футзал, в котором он играл до 2004 года. Янкович выступал за команды КМФ «Дорчол» и «Земун».
После завершения карьеры Янкович работал с футзальными коллективами, а также работал личным тренером в Греции. В 2006—2007 гг. Янкович индивидуально работал с игроками в киевском «Динамо», после чего вернулся на родину. В качестве помощника специалист работал со многими командами, которые возглавлял Владан Милоевич.
В 2021 году Янкович стал самостоятельно трудиться в Черногории. В 2022 году вместе с «Дечичем» участвовал в розыгрыше Лиги конференций УЕФА. В первом квалификационном раунде его команда по сумме двух матчей уступила минскому «Динамо» (1:1 — на выезде, 1:2 — дома).
В конце марта 2023 года Владимир Янкович стал главным тренером литовского клуба А Лиги «Ритеряй», уже в конце июля покинул команду. До конца года тренировал «Сутьеску».

## Достижения

### Ассистента
- Чемпион Сербии (3): 2017/18, 2018/19, 2019/20.
- Обладатель Кубка Сербии (1): 2014/15.